# بهار در پاییز (آلبوم)
 بهار در پاییز نام یک آلبوم موسیقی اثر آرمیک، هنرمند ایرانی است که در سبک پاپ تهیه شده و دارای ۸ آهنگ است.

## فهرست آهنگ‌ها
| ردیف | آهنگ          |
| ۱    | بهار در پاییز |
| ۲    | دید عشق       |
| ۳    | رنگ باران     |
| ۴    | در لحظه‌ها     |
| ۵    | اسم شب        |
| ۶    | در صدا        |
| ۷    | لذت زندگی     |
| ۸    | دریا          |